# Washington Mutual
Washington Mutual (WaMu) – amerykański holding finansowy i właściciel największego w Stanach Zjednoczonych towarzystwa finansowego przyjmującego depozyty i udzielającego kredytów hipotecznych, z siedzibą w Seattle. Wbrew nazwie, od wejścia na giełdę nowojorską w 1983 nie był już towarzystwem wzajemnym, lecz spółką akcyjną. Na skutek kryzysu finansowego w USA w 2008 postawiony w stan upadłości i sprzedany nowojorskiemu bankowi JP Morgan Chase.

## Historia
Założony 25 września 1899, krótko po wielkim pożarze Seattle, jako Washington National Building Loan and Investment Association. Od 1908 zwany Washington Savings and Loan Association, a od 1930 (gdy kupił swą pierwszą spółkę zależną) – Washington Mutual Savings Bank. Przez większość historii WaMu jego slogan reklamowy brzmiał „Przyjaciel rodziny”, a w ostatnich latach – „Prostsza bankowość, więcej uśmiechów”. Od chwili wejścia na giełdę do 1989 wartość jego akcji podwoiła się. W październiku 2005 za 6,5 mld dolarów przejął Providian, jednego z głównych operatorów kart kredytowych w USA. W marcu 2006 przeniósł się do nowej siedziby, wieżowca WaMu Center, w śródmieściu Seattle. W szczytowym okresie rozwoju zatrudniał 49 400 osób.
Zakupy Washington Mutual po wejściu na giełdę:
- Commercial Capital Bancorp, Kalifornia, 2006
- Providian Financial Corporation, Kalifornia, 2005
- HomeSide Lending, Inc., Floryda, spółka zależna National Australia Bank, 2002
- Dime Bancorp, Inc., Nowy Jork, 2002
- Fleet Mortgage Corp., Karolina Południowa, 2001
- Bank United Corp., Teksas, 2001
- PNC Mortgage, Illinois, 2001
- Alta Residential Mortgage Trust, Kalifornia, 2000
- Long Beach Financial Corp., Kalifornia, 1999
- Industrial Bank, California, 1998
- H. F. Ahmanson & Co. (Home Savings of America), Kalifornia, 1998
- Great Western Bank, 1997
- United Western Financial Group, Inc., Utah, 1997
- Keystone Holdings, Inc. (American Savings Bank), Kalifornia, 1996
- Utah Federal Savings Bank, 1996
- Western Bank, Oregon, 1996
- Enterprise Bank, Waszyngton, 1995
- Olympus Bank FSB, Utah, 1995
- Summit Savings Bank, Waszyngton, 1994
- Far West Federal Savings Bank, Oregon, 1994
- Pacific First Bank, Ontario, 1993
- Pioneer Savings Bank, Waszyngton, 1993
- Great Northwest Bank, Waszyngton, 1992
- Sound Savings & Loan Association, Waszyngton, 1991
- CrossLand Savings FSB, Utah, 1991
- Vancouver Federal Savings Bank, Waszyngton, 1991
- Williamsburg Federal Savings Association, Utah, 1990
- Frontier Federal Savings Association, Waszyngton, 1990
- Old Stone Bank of Washington, FSB, Rhode Island, 1990

25 września 2008, w 119. rocznicę powstania banku, rządowa agencja kontrolna Departamentu Skarbu OTS ogłosiła zamknięcie banku i przekazanie jego majątku syndykowi FDIC, który wkrótce większość jego należności i zobowiązań sprzedał za 1,9 mld dolarów bankowi JP Morgan Chase. Przejęcie WaMu, szóstego pod względem wielkości banku w USA, jest największym bankructwem banku w historii tego kraju, znacznie większym niż największe dotąd bankructwo banku Continental Illinois w 1984 r. Według raportu WaMu za 2007 bank wart był 327,9 mld dolarów, jednak cena jego akcji spadła z 45$ w 2007 do 16 centów 25 września 2008.